# سهره گلی زیبا
سهره گلی زیبا یا سهره گلی زیبای هیمالیایی، که نام علمی آن (Carpodacus pulcherrimus) است. خاستگاه آن چین، نپال و تبت است و یکی از گونه‌های زیبای سهره به شمار می‌رود. گونه، زیر گلو و اطراف چشم‌ها و شکم و دمگاه و زیر بال‌ها به رنگ صورتی تیره و یا سرخ روشن است. بال‌ها به رنگ قهوه‌ای تیره است. منقار بزرگ و خاکستری تیره است.